# De Havilland Canada DHC-7
Die de Havilland Canada DHC-7, vom Hersteller auch kurz Dash 7 (engl. für Strich 7) genannt, ist ein Regionalflugzeug für 50 bis 54 Passagiere. Es ist STOL-fähig (short takeoff and landing), d. h., es kann Flughäfen mit kurzen Start- und Landebahnen anfliegen.

## Geschichte
Bereits in den frühen 1970er Jahren wurde bei de Havilland Canada über den Bau eines robusten Turbopropmusters mit einer benötigten Länge der Start- und Landepiste von max. 700 m, hoher Steigrate für topographisch ungünstig liegende Flugplätze und geringem Lärmpegel für stadtnahe Flughäfen nachgedacht. Um dies zu erreichen, wurde die DHC-7 mit Tragflächen in Schulterdecker-Bauweise, Auftriebshilfen und vier langsam drehenden, leisen Propellerturbinen ausgestattet.

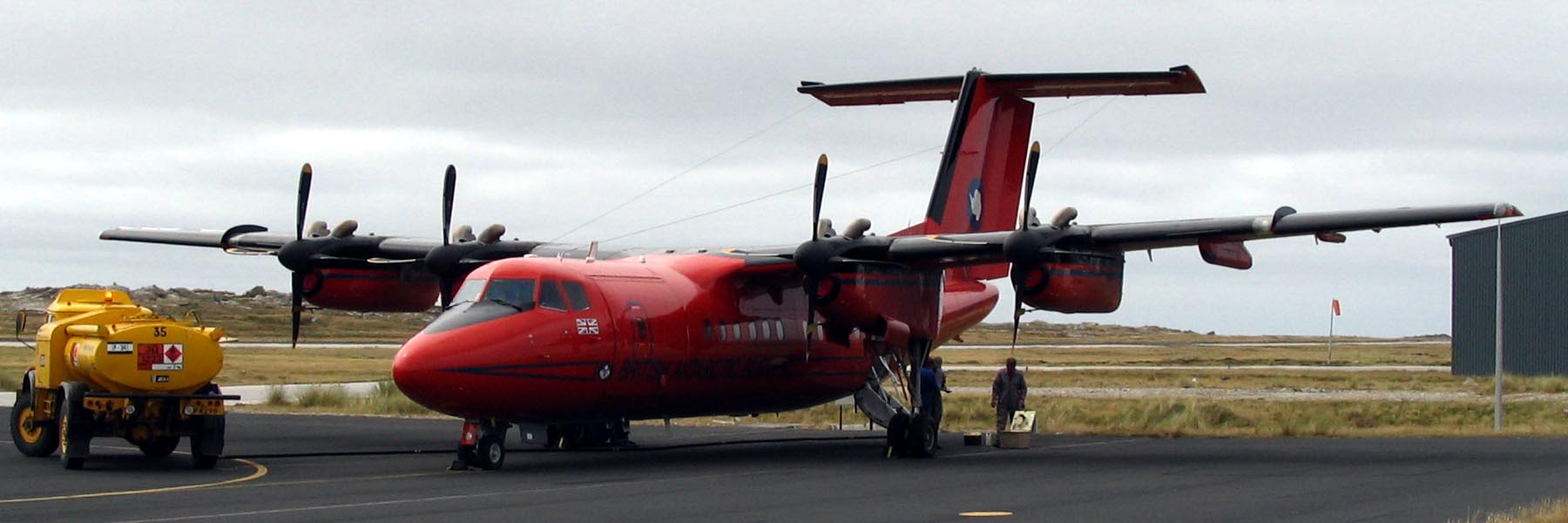
de Havilland Canada DHC-7

Nach dem Jungfernflug am 27. März 1975 und der Erstauslieferung im Januar 1978 wurde das Muster bis 1988 113-mal ausgeliefert. Danach wurde die Produktion wegen mangelnder Nachfrage aufgrund der Verfügbarkeit wirtschaftlicherer und schnellerer Muster, wie der DHC-8-300 oder ATR 72, eingestellt. Es gab offenbar zu wenige Verbindungen, auf denen sowohl die STOL-Fähigkeiten der DHC-7 als auch deren Passagierkapazität erforderlich waren. Der von de Havilland forcierte und beworbene Betrieb auf Querpisten größerer Flughäfen war nur in Einzelfällen umsetzbar. Auch die bei der Konzeption des Flugzeugs Anfang der 1970er Jahre erwarteten City Airports wurden nur in wenigen Städten tatsächlich errichtet. Dennoch ist der Flugzeugtyp immer noch auf einigen schwer anfliegbaren Flugplätzen in der Welt im Einsatz.
Als Nachfolger entstand ab Anfang der 1980er Jahre die zweimotorige DHC-8 mit ähnlichem Grundkonzept, jedoch ohne die ausgeprägten STOL-Eigenschaften der DHC-7.

## Versionen
Es gibt zwei Versionen, die Series 100 als reine Passagierversion, und die Series 101 als Fracht-/Passagierversion mit großem Frachttor auf der linken Rumpfseite vor der Tragfläche. Das Projekt unter der Typenbezeichnung DHC-7-300 für ein 70-sitziges Muster wurde aufgrund mangelnder Nachfrage nicht verwirklicht.
Neben den zivilen Versionen gibt es einige militärische Maschinen, die CC-132 für die Kanadischen Streitkräfte, eine DHC-71R für die Canadian Coast Guard, eine Version für die venezolanische Marine und die DHC-7 Ranger als kanadische Seeaufklärungsversion. Als RC-7 werden umgerüstete DHC-7 mit aufwändiger Aufklärungsausrüstung der amerikanischen Streitkräfte, u. a. zur Bekämpfung von Drogenkriminalität eingesetzt. Eine DHC-7 mit auf dem Vorderrumpf aufgesetzter Beobachtungskanzel wird in Kanada zur Beobachtung von Treibeis und Eisbergen eingesetzt.

## Bauweise
- Flügel: Schulterdeckerbauweise mit großer Streckung und großen Doppelschlitzklappen zur Auftriebserhöhung. Relativ kleine Querruder werden durch Spoiler unterstützt, die am Boden auch als Bremshilfen verwendet werden.
- Rumpf: Leichtmetallrumpf mit rundem Querschnitt und Druckkabine
- Leitwerk: T-Leitwerk in Ganzmetallbauweise
- Fahrwerk: Einziehbares Bugradfahrwerk, Hauptfahrwerk fährt nach vorne in die inneren Triebwerksgondeln ein, Bugrad nach hinten. (Die Fahrwerksklappen des Hauptfahrwerks bleiben bei ausgefahrenem Fahrwerk offen. Die hinteren Klappen des Bugfahrwerks schließen wieder, um Steinschlagschäden im Fahrwerkschacht zu vermeiden, öffnen sich jedoch bei abgestelltem Flugzeug, sobald der Hydraulikdruck abfällt.)
- Triebwerk: 4 × PT6A Propellerturbine mit 4-Blatt-Propellern mit niedrigen Umdrehungszahlen zur Verringerung der Geräuschentwicklung (beim Start 1210/min, im Reiseflug 900–1070/min)

## Besonderheiten
- Die DHC-7 war (für den Betreiber Tyrolean Airways) als einziges Verkehrsflugzeug für den Betrieb am Altiport Courchevel zugelassen.
- Zur Verringerung des Auftriebs werden bei der DHC-7 nach der Landung die hinteren Landeklappen automatisch eingefahren. Dasselbe geschieht zur Verringerung des Luftwiderstands bei einem Durchstartmanöver.

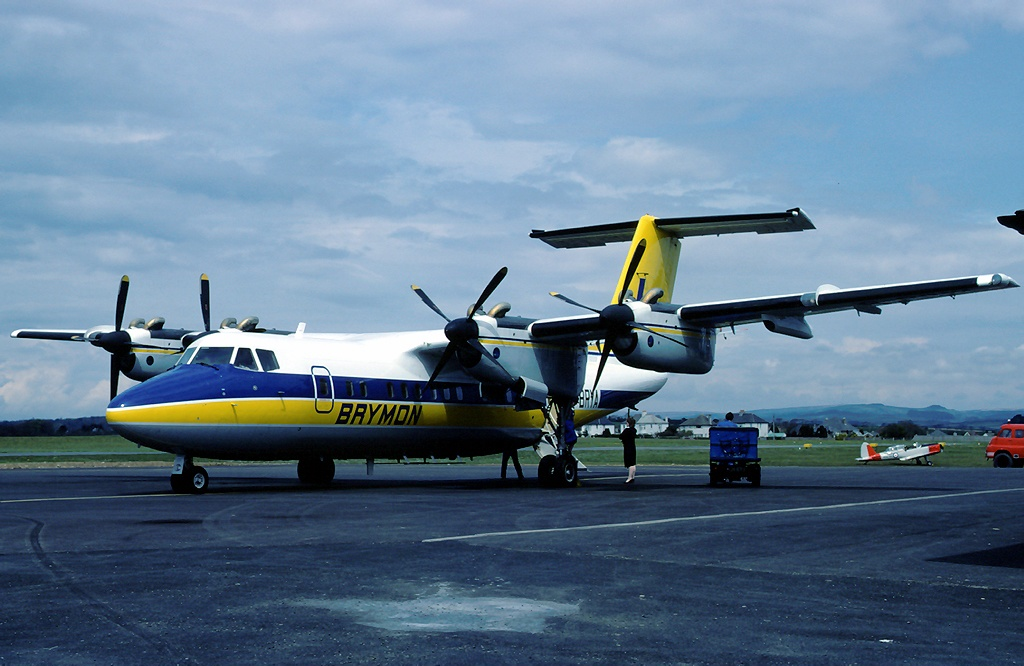
Eine DHC-7 der Brymon Airways, 1983

## Betreiber in Europa
In Europa wurde oder wird die Dash 7 bei folgenden Betreibern genutzt:
- Adria Airways (Jugoslawien, Slowenien)
- Air Greenland (6 Maschinen, auf nationalen Routen in Grönland)
- British Antarctic Survey (Großbritannien)
- British Midland Airways (Großbritannien), 1990–1992
- Brymon Airways (Großbritannien)
- London City Airways, vormals Eurocity Express, 1987–1990 (Großbritannien)
- Maersk Air (Dänemark)
- Spantax (Spanien), 1978–1981[1]
- Tyrolean Airways (Österreich), 1980–1998
- Widerøe’s Flyveselskap (Norwegen)

## Militärische Nutzer

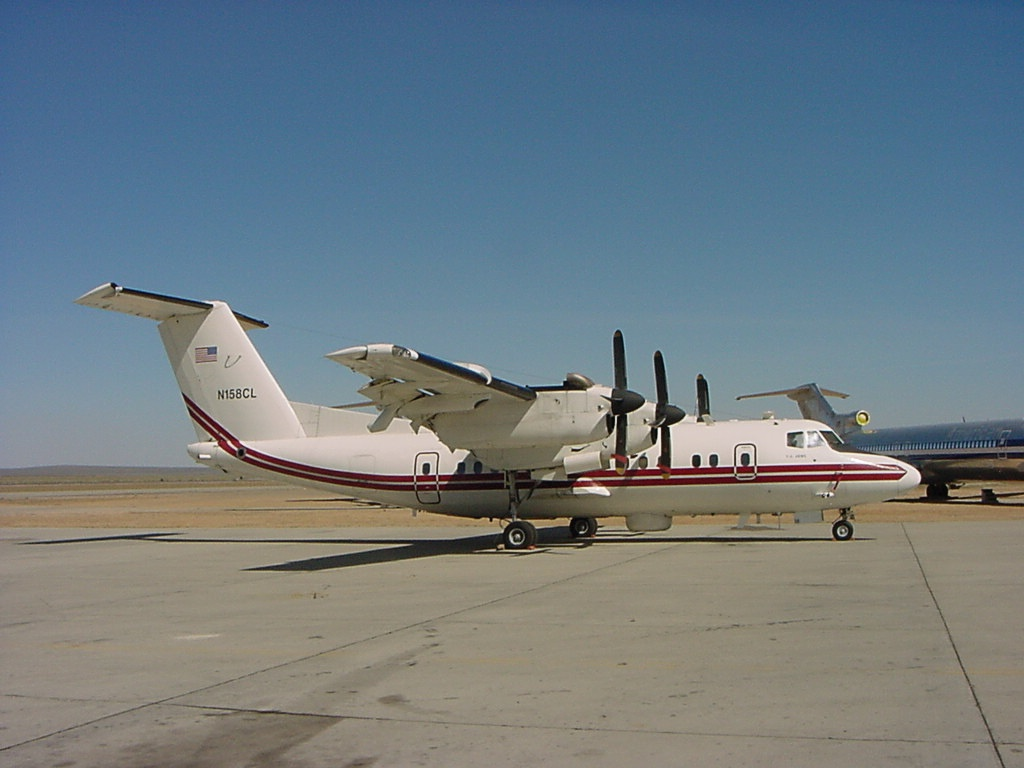
U.S. Army Airborne Reconnaissance Low RC-7B (später EO-5C) 2001

Jemen
 Kanada
 Vereinigte Staaten
United States Army 10, 1 O-5A, 2 EO-5B, 5 RC-7B
 Venezuela

## Zwischenfälle
Vom Erstflug im Jahr 1975 bis Juli 2023 wurden insgesamt neun DHC-7 bei Unfällen zerstört oder irreparabel beschädigt. Bei vier der Totalschäden kamen insgesamt 68 Menschen ums Leben. Beispiele:
- Am 9. Mai 1982 stürzte eine DHC-7 der Alyemda (Luftfahrzeugkennzeichen 7O-ACK) während des Landeanflugs auf den Flughafen Aden etwa 2 Kilometer vor der Landebahn ins Meer. Von den 49 Insassen wurden 23 getötet. Dies war der erste Totalverlust einer de Havilland Canada DHC-7.[4]

- Am 6. Mai 1988 flog eine von Namsos kommende DHC-7 der Widerøe’s Flyveselskap (LN-WFN) 8 Kilometer vom Flughafen Brønnøysund entfernt beim Landeanflug in den Berg Torghatten. Sie war bei niedrigen Wolken mit zu geringer Höhe angeflogen. Alle 36 Personen an Bord kamen ums Leben – damit handelte es sich um den bis Juli 2023 schwersten Unfall mit diesem Flugzeugmuster.[5]

## Technische Daten
| Kenngröße            | Daten                                                                           |
| -------------------- | ------------------------------------------------------------------------------- |
| Passagiere           | 50–54                                                                           |
| Länge                | 24,6 m                                                                          |
| Spannweite           | 28,4 m                                                                          |
| Höhe                 | 8 m                                                                             |
| Flügelfläche         | 79,9 m²                                                                         |
| Breite der Kabine    | 2,6 m                                                                           |
| Länge der Kabine     | 12 m                                                                            |
| Kabinenhöhe          | 1,9 m                                                                           |
| Startmasse           | 21.319 kg                                                                       |
| Reisegeschwindigkeit | 400 km/h                                                                        |
| max. Flughöhe        | 6400 m (ohne Passagiere bis 7600 m)                                             |
| Reichweite           | 1550–2200 km                                                                    |
| Startbahnlänge       | 689 m                                                                           |
| Landebahnlänge       | 554 m                                                                           |
| Triebwerke           | vier Propellerturbinen Pratt & Whitney Canada PT6A-55 (je 904 kW Startleistung) |
| Treibstoffkapazität  | 4500 kg in vier Tragflächentanks                                                |